# Caroline Beer
Caroline Beer (29 febbraio 1964) è un'ex sciatrice alpina austriaca.

## Biografia
Slalomista pura originaria di Wolfurt, la Beer in Coppa del Mondo ottenne il primo piazzamento il 1º dicembre 1984 a Courmayeur (13ª), il miglior risultato il 15 dicembre 1985 a Savognin (7ª) e l'ultimo piazzamento l'11 gennaio 1987 a Mellau (14ª), suo ultimo risultato agonistico; non prese parte a rassegne olimpiche né ottenne piazzamenti ai Campionati mondiali.

## Palmarès

### Coppa del Mondo
- Miglior piazzamento in classifica generale: 49ª nel 1986

### Campionati austriaci
- 1 medaglia[1]:
  - 1 bronzo (slalom speciale nel 1985)